# Fritz Theile
Pour les articles homonymes, voir Theile.
Friedrich "Fritz" Theile, né le 28 octobre 1884 à Berlin et mort le 4 juin 1911 à Zehlendorf près de Berlin, est un coureur cycliste allemand, l'un des héros berlinois populaires du cyclisme sur piste avant la première Guerre mondiale.

## Biographie

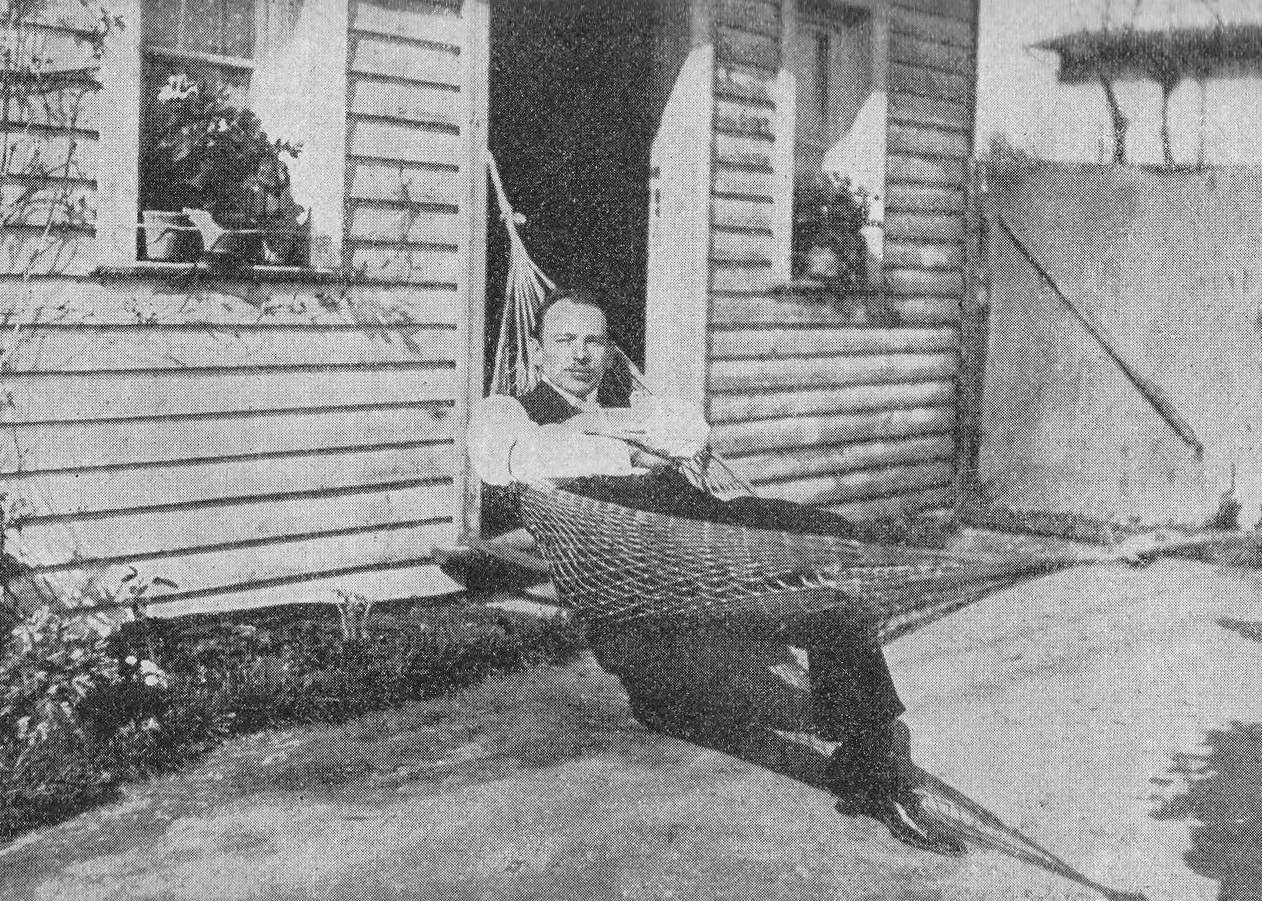
Theile devant sa "villa"

Opticien de formation, Fritz Theile commence sa carrière cycliste en 1902 en tant que sprinteur, mais comme beaucoup de ses collègues, il passe au demi-fond en 1905 car les compétitions y sont plus lucratives. En 1909, il est le coureur allemand avec les revenus les plus élevés avec 41 800 marks par an et 54 111,50 francs en 1910.
Dans les années qui suivent, Theile remporte de nombreuses courses, connues sous le nom de "Grand Prix" ou "Roue d'Or". En France, il est surnommé, par la presse, " l'homme du train ", du fait de sa résistance.
En 1910, il devient champion d'Europe de demi-fond, devant Robert Walthour et Fritz Ryser. La même année, il prend la troisième place du championnat d'Allemagne et il termine également troisième de l'Oberweltmeisterschaft (Super championnat du monde) sur le vélodrome de Steglitz, un championnat du monde non officiel, organisé par l'Allemagne qui ne participe pas aux championnats du monde 1910 pour protester contre de prétendues mauvaises décisions.
Theile est considéré comme un pur berlinois, connu à la fois pour son appétit prononcé et sa capacité à boire. Il habite un cabanon sur le terrain du vélodrome de Steglitz, qu'il aménage lui-même avec l'aide d'autres cyclistes et où il possède également un petit jardin. La "Villa Theile" est à l'époque un point de rencontre populaire pour le monde du cyclisme
Le 4 juin 1911, dans le Grand Prix de la Pentecôte, sur la piste de Zehlendorf près de Berlin ; Il est en tête, dans le sillage de l'entraineur hollandais Adolphe Thormann ; il fait une chute à plus de 80 km/h à la suite de la crevaison du pneu de son vélo après avoir perdu le contrôle de sa bicyclette. L'entraîneur du coureur suivant, le français Jules Miquel, le percute alors qu'il se relève, il est tué sur le coup.
Des milliers de personnes ont suivi son cercueil. Un peu plus tard, un monument a été érigé dans le cimetière de Wilmersdorf près de Berlin.

## Palmarès sur piste

### Championnats d'Europe
- 1910
  - Champion d'Europe de demi-fond

### Autres résultats notables
- Roue d'Or de Berlin (1908, 1911)